# الجدل حول الانتخابات الأمريكية 2004
خلال انتخابات عام 2004 في الولايات المتحدة، أثيرت تساؤلات بشأن مختلف جوانب عملية التصويت، متضمنةً كون التصويت قد أُتيح لجميع الذين يحق لهم التصويت، وهل سُجل الناخبون غير المؤهلين، وهل سُجل الناخبون عدة مرات، وهل عُدت الأصوات المدلى بها عدًا صحيحًا. كان الاتهام الأكثر إثارة للجدال هو أن هذه القضايا ربما أثرت في نتائج الانتخابات الرئاسية المعلنة، إذ تغلب الرئيس الحالي -آنذاك- الجمهوري جورج و. بوش على منافسه الديمقراطي السيناتور جون كيري. رغم الخلافات القائمة، اعترف كيري بنتائج الانتخابات في اليوم التالي، 3 نوفمبر.
وُجد اهتمام أقل عمومًا بانتخابات مجلس الشيوخ والنواب وانتخابات مختلف الولايات، لكن شُكك في بعضها أيضًا، خاصةً انتخابات حاكم واشنطن، التي حُددت بنسبة أقل من 0.01% وتضمنت العديد من إعادة فرز الأصوات والدعاوى القضائية. وعكست إعادة الفرز النهائية نتائج هذه الانتخابات.

## مسائل محددة متعلقة بالعملية الاقتراعية

### تسجيل الناخبين
وفي الأشهر التي سبقت انتخابات عام 2004، بذل الحزبان جهودًا لتسجيل ناخبين جدد. وفي بعض الحالات، طعن الجمهوريون أو استعدوا للطعن في صحة العديد من التسجيلات الجديدة، مشيرين إلى حالات من الأسماء الوهمية مثل ماري بوبينز التي تظهر على قوائم الناخبين. واتهم محامو حملة كيري الجمهوريين باستخدام هذا ذريعةً لقمع التصويت.
وُجدت شكاوى بشأن رفض الوكالات الحكومية التسجيلات. وواجه طلاب الجامعات صعوبات في تسجيل أماكن التحاقهم بالمدارس. رفض بعض المسؤولين استمارات تسجيل الناخبين على أساس وجود خلاف، مثل عدم استخدام ورقة من وزن معين (أوهايو) أو عدم وضع خانة في الاستمارة (فلوريدا).
إلى جانب هذه الإجراءات الرسمية، حدثت نزاعات حول أنشطة أخرى لتسجيل الناخبين. وفي ولايتي نيفادا وأوريجون، طلبت شركة استأجرتها اللجنة الوطنية للحزب الجمهوري استمارات تسجيل الناخبين، لكنها اتهمت بتقديم استمارات الجمهوريين فقط وتمزيق تلك التي أكملها الديمقراطيون. وُجهت إلى الأفراد الذين تربطهم صلة على نحوٍ غير واضح بالمنظمات غير الربحية اتهامات بتقديم استمارات تسجيل مزورة للناخبين، وعدم تقديم بعض النماذج الصحيحة التي تلقوها دون قصد أو عمدًا.
زعم تحليل لقوائم الناخبين في فلوريدا في ديسمبر 2004 أن أكثر من أربعة ناخبين مسجلين لديهم أسماء ظهرت أيضًا في قاعدة بيانات الضمان الاجتماعي لمطالبات الوفاة، وفقًا لصحيفة شيكاغو تريبيون. ردًا على ذلك، وجد مركز برينان للعدالة سبباً للاعتقاد بأن المنهجية غير المعلنة للمادة المصدرية ربما كانت غير دقيقة، وأشار كذلك إلى أنه لا يوجد أي ادعاء بأن أي شخص يصوت باسم شخص آخر.
زعم مقال في صحيفة نيويورك ديلي نيوز أن 46,000 شخص قد سجلوا للتصويت في مدينة نيويورك وفلوريدا. حددت مقالة في كليفلاند بلين ديلر 27,000 شخص يحتمل أنهم مسجلون في كل من أوهايو وفلوريدا، مع احتمال تصويت 400 شخص في كلتا الولايتين باستمرار في السنوات الأربع السابقة. حاولت المقالات التوفيق بين قوائم الناخبين، التي ربما لم تثمر نتائج دقيقة بسبب تشابه الأسماء.

### تطهير قوائم الناخبين
أدت جهود الولاية لتطهير قوائم الناخبين إلى نزاعات، لا سيما في فلوريدا. قبل انتخابات عام 2000، طهّر مسؤولو فلوريدا نحو 100،000 من الناخبين المسجلين على أساس أنهم مجرمون مدانون -ومن ثم غير مؤهلين للتصويت بموجب قانون فلوريدا- أو أنهم قد ماتوا. وكان العديد من الذين طُهِّرت أسماؤهم «إيجابيين زائفين»، ليسوا مجرمين في الواقع (انظر ملف فلوريدا المركزي للناخبين). وبعد الانتخابات، رفعت الجمعية الوطنية للنهوض بالملونين ومؤسسة الشعب من أجل الطريق الأمريكي ومنظمات أخرى دعوى أسفرت عن تسوية سنة 2002 وافقت فيها الولاية على إعادة الناخبين المؤهلين إلى القوائم واتخاذ خطوات أخرى لتحسين الإجراءات الانتخابية.
عادت القضية إلى الظهور سنة 2004 عندما أعلنت ولاية فلوريدا عن خطة تطهير أخرى، مرة أخرى استنادًا إلى قائمة المجرمين. حاولت حكومة الولاية في البداية إبقاء القائمة سرية. وعندما أمرت إحدى المحاكم بالإعلان عنها، تبين أن أغلبها من الديمقراطيين وعدد غير متناسب من الأشخاص المنتمين إلى أقليات عرقية. وفي مواجهة الوثائق الإعلامية التي تفيد بأن القائمة تضمنت آلاف الأخطاء، تخلت الدولة عن محاولة استخدامها. وحتى مايو 2004، لم يعد بعض الناخبين الذين طُهروا بصورة غير سليمة سنة 2000.

### قمع الناخبين
علّق النائب دينيس كوسينيتش -ديمقراطي من أوهايو- على مزاعم قمع الناخبين في ولاية أوهايو خلال انتخابات عام 2004:
وقعت خدع قذرة في جميع أنحاء الولاية، تضمنت رسائل مزيفة من مجالس الانتخابات تخبر الناس أن تسجيلها من خلال بعض الجماعات الناشطة الديمقراطية غير صالح وأن ناخبي كيري سيبلغون يوم الأربعاء بسبب الإقبال الكبير على التصويت. وكانت الاتصالات الهاتفية بالناخبين لإعطائهم معلومات خاطئة عن الاقتراع شائعة أيضًا.
في صيف عام 2004 قال جون باباجورجي، وهو أحد المشرعين الجمهوريين في ولاية ميشيغان: «إذا لم نقمع التصويت في ديترويت، فسوف نواجه وقتًا عصيبًا في هذه الانتخابات». ادعى باباجورجي لاحقًا أنه أُخرج من سياقه قائلا: «في السياق الذي كنا نتحدث عنه، قلت أنه يجب علينا الحصول على التصويت في أوكلاند وديترويت. يمكنك الحصول عليه مع رسالة جيدة».
وضعت محكمة الاستئناف المشتركة في مقاطعة فرانكلين أوامر قضائية ضد حركة «موفن» لتهديدها ومضايقة الأفراد الذين عرّفوا أنفسهم بوصفهم جمهوريين. في 5 أكتوبر، كسرت ذراع أحد المتطوعين في حملة بوش/تشيني عندما حاول منع نشطاء النقابات من اقتحام مكتب الحملة. وكان «الاقتحام» جزءًا من حملة متزامنة واسعة النطاق ضد 20 مقرًا مؤيدًا للجمهوريين.

### العوائق العملية
في كل انتخابات، يواجه بعض الناخبين عوائق عملية تحول دون التصويت، مثل الطوابير الطويلة في مكان الاقتراع. غير أن هذه المسألة حظيت باهتمام متزايد سنة 2004. وفي أماكن كثيرة، اضطر بعض الناخبين إلى الانتظار عدة ساعات قبل أن يدلوا بأصواتهم. تعرض الناخبون في أوهايو خصوصًا لذلك. ووجدت دراسة أجرتها اللجنة الوطنية الديمقراطية في صيف 2005 أن الطوابير الطويلة أجبرت 3% من الناخبين المسجلين في الولاية على الامتناع عن التصويت.
من العوامل التي يُعتقد أنها فعالة: الزيادة العامة في عدد الناخبين الذين أدلوا بأصواتهم، وهي زيادة خاصة في عدد المقترعين لأول مرة الذين يتطلب تجهيزهم مزيدًا من الوقت، والارتباك بشأن توفير بطاقات الاقتراع المؤقتة، التي لم تستخدمها العديد من الولايات من قبل.
ثبت أن توزيع آلات التصويت مشكلة في بعض الدوائر. في ولاية أوهايو، كان لدى بعض الدوائر الانتخابية عدد قليل جدًا من الآلات، ما تسبب في أوقات انتظار طويلة، في حين كان لدى البعض الآخر العديد من الآلات لكل ناخب مسجل. وأشار المسؤولون إلى تأخر التسجيلات بعد أن خُصصت بالفعل آلات التصويت مصدرًا واحدًا للصفوف الطويلة.

### الاقتراع المؤقت والغيابي
تجرى الاقتراعات المؤقتة للناخبين المحتملين الذين يتأكد أنهم مسجلون، لكن لا يمكن العثور على أسمائهم في القائمة المتاحة في مكان الاقتراع. يملأ الناخب اقتراعًا مكتوبًا يوضع في ظرف مختوم. ولا يفتح باب الاقتراع ويفرز إلا إذا تبين بعد ذلك أن الناخب مسجل.
سنة 2004، حدث خلاف حول معايير تحديد هل يجب عد الاقتراعات المؤقتة. في أوهايو، حكم وزير الخارجية كين بلاكويل أن أوهايو لن تحصي الاقتراعات المؤقتة، حتى تلك الخاصة بالناخبين المسجلين تسجيلًا صحيحًا، التي قدمت في الدائرة الانتخابية الخطأ. وقد أيدت محكمة استئناف الولايات المتحدة للدائرة السادسة هذا الحكم لاحقًا.
كانت الاقتراعات الغيابية أيضًا محل خلاف. وُجدت تقارير عن إرسال بطاقات الاقتراع الغيابي في وقت متأخر للغاية فيتعذر على بعض الناخبين إكمالها وإعادة إرسالها في الوقت المناسب. وفي بعض الحالات، دفع المسؤولون بأن المقاضاة في اللحظة الأخيرة بشأن حالة رالف نادر في الاقتراع أو مسائل أخرى منعتهم من إتمام التصويت الغيابي في أقرب وقت. في مقاطعة بروارد، فلوريدا، سُلم نحو 000, 58 بطاقة اقتراع غيابي إلى دائرة البريد لإرسالها بالبريد إلى الناخبين، وفقًا لمسؤولي الانتخابات في المقاطعة، لكن دائرة البريد قالت إنها لم تتسلمها.